# Alex Fraser
Alex Fraser (Londres, 1923- 14 de julho de 2002) foi um dos inovadores no desenvolvimento de modelos computadorizados para a genética populacional, e seu trabalho estimulou alguns avanços nas pesquisas genéticas no final do século XX e começo do XXI.
Seus esforços nos anos 50 e 60 tiveram profundo impacto no desenvolvimento de modelos computacionais de sistemas evolutivos. Seu trabalho básico - "Simulation of genetic systems by automatic digital computers" (Simulação de sistemas genéticos por meio de computadores digitais automáticos" - em livre tradução 1958), ainda é uma referência.

## Biografia
Fraser nasceu no Reino Unido, e viveu em Hong Kong a maior parte de sua juventude. Estudou na Universidade da Nova Zelândia, e depois na Universidade de Edinburgh, indo subsequentemente para a Commonwealth Scientific and Industrial Research Organisation (CSIRO), em Sydney, Austrália.
Foi no CSIRO que realizou suas principais contribuições para a computação evolucionária. Seus primeiros trabalhos eram realizados num computador SILIAC, instalado na Universidade de Sydney em 1956. O SILIAC era o equivalente australiano do equipamento ILLIAC, desenvolvido na Universidade de Illinois em Urbana-Champaign. Dizia-se que a máquina estava funcionando bem quando fosse possível escutar um clicar ritmado dos relays em seu interior. Fraser começou a usar este equipamento para simular os processos de seleção genética.
Participou de muitos programas televisivos, nos primórdios da TV australiana. Estrelou um quadro chamado "Science in Close-Up" (Ciência em Close-up), que terminou de modo dramático, quando a censura proibiu a veiculação de uma cena de parto. Estas cenas, hoje comuns, eram então vedadas, o que motivou seu afastamento do show. Outro seu programa de surpreendente sucesso foi "Doorway to Knowledge" (Porta para o Conhecimento - em livre tradução), pois veiculava conceitos elevados da ciência no horário das onze horas da manhã. Alcançou relativa celebridade, e aparecia com frequência nas notícias do Sydney Morning Herald - jornal local.
Nos anos 60 mudou-se para os Estados Unidos, onde atuou como professor visitante da Universidade da Califórnia em Davis. Em 1967 tornou-se titular da cadeira de Ciências Biológicas da Universidade de Cincinnati.
Em 1983 Fraser sofreu um derrame que o incapacitou de falar normalmente. O momento em que este evento se deu foi particularmente dramático para o pesquisador, pois viu-se impedido de participar com os colegas justamente quando seus modelos evolutivos e simulações estavam progredindo com os avanços da informática.
Em 1999, Fraser recebeu o prêmio daquele ano IEEE Neural Networks Council Pioneer Award in Evolutionary Computation.
Faleceu em 2002, de complicações derivadas de um ataque cardíaco.